# Carlos Galarreta Lázaro
Carlos Galarreta Lázaro (Ramales de la Victoria, 10 de novembre de 1967) va ser un ciclista espanyol que fou professional entre 1990 i 1995. La principal victòria de la seva carrera fou la Volta a Múrcia de 1993.

## Palmarès
- 1991
  - Vencedor d'una etapa a la Ruta del Sud
- 1993
  - 1r de la Volta a Múrcia

### Resultats a la Volta a Espanya
- 1993. 78è de la classificació general
- 1994. 80è de la classificació general

### Resultats al Giro d'Itàlia
- 1995. 100è de la classificació general